# Kläpparna, Kimitoön
Kläpparna är en ö i Finland. Den ligger i Skärgårdshavet och i kommunen Kimitoön i den ekonomiska regionen  Åboland i landskapet Egentliga Finland, i den sydvästra delen av landet. Ön ligger omkring 63 kilometer söder om Åbo och omkring 130 kilometer väster om Helsingfors.
Öns area är 4,5 hektar och dess största längd är 370 meter i nord-sydlig riktning. Ön höjer sig omkring 15 meter över havsytan.
I övrigt finns följande på Kläpparna:
- Grantratten (en ö)